# René Bolloré (1912-1999)
Pour les articles homonymes, voir Bolloré (homonymie).
René Guillaume Bolloré, né le 1er janvier 1912 à Ergué-Gabéric dans le Finistère et mort le 27 décembre 1999 à Hyères dans le Var, est un résistant et industriel français, frère de Jacqueline Cloteaux, de Michel Bolloré et de Gwenn-Aël Bolloré.
Il fut l’un des Français libres ayant gagné Londres pendant la Seconde Guerre mondiale.

## Biographie
René Guillaume Bolloré est le fils de René Joseph Bolloré (1885-1935) et de Marie Amélie Thubé (1889-1977), fille de l'armateur nantais Gaston Thubé, sœur d'Amédée, Jacques et Gaston Thubé.
Il est président directeur général pendant une trentaine d’années, d'une usine de fabrication de papier fin, de papier à cigarettes (OCB) et aussi de papier bible pour livres (collection Pléiade de Gallimard).
Il est à la direction des papeteries familiales jusqu’en septembre 1974, hormis les cinq années de guerre.

## Distinctions
- Chevalier de la Légion d'honneur
- Croix de guerre 1939–1945
- Médaille de la Résistance française avec rosette (31 mars 1947)[2]
- Médaille commémorative des services volontaires dans la France libre

Membre de la France Libre. (F.F.L. no 22486 - n° engagement 3696D - Londres 09-03-1943)